# Manifiesto neolibertario
El Nuevo Manifiesto Libertario (New Libertarian Manifesto) es la obra precursora de la filosofía política del agorismo, escrita por Samuel Konkin (SEK3) y publicado en 1980. En ella, Konkin expone diversos argumentos sobre cómo la anarquía de mercado funcionaría, así como ejemplos de mercado negro. Contiene críticas a la utilización de medios políticos (es decir, activistas o legislativos) o violentos, y abogó por la no-política y el no-voto como estrategia. Por último, Konkin describe los pasos de utilizar el mercado negro para desmantelar el Estado, una estrategia conocida como contraeconomía. De observarse el término new libertarian (nuevo libertario) es como se denominaba a lo que a veces se conoce como left-rothbardian.
En el Manifiesto Konkin explicó cómo piensa que una sociedad libertaria podría concretarse. Esto, teóricamente, a través de un proceso de retirada del consentimiento de las personas a ser gobernadas por el Estado, y moviendo sus actividades económicas al mercado negro y mercado gris, hacia una economía fuera de la ley pública, sin impuestos ni restricciones legales y formada principalmente por trabajadores autónomos, cuyo crecimiento sea mayor que el crecimiento del mercado autorizado por el Estado y que así permita sustentar la formación de grupos de mercenarios contratados para finalmente derrocar al Estado mismo. Konkin utilizó el término "contraeconomía" para describir este enfoque. 
Konkin estimaba que publicaría el New Libertarian Manifesto en 1975, pero consideró que era muy apresurado. Se publicó en el mercado negro, sin someterla a la Biblioteca del Congreso de Estados Unidos. La obra fue impresa por primera vez por Anarchosamisdat Press en octubre de 1980, y posteriormente por Koman Publishing Co., en febrero de 1983 y por KoPubCo en 2006. Luego de haber vendido 1.000 copias y, a continuación, 1.500 copias de cubierta dorada, Konkin vio el libro como un superventas del mercado negro. Fue traducido y publicado en castellano por primera vez en el año 2010 en la editorial Innisfree.

## Recepción
El manifiesto fue criticado de manera sistemática, en una serie de cuatro partes, por el economista de la Escuela Austríaca y filósofo del anarcocapitalismo Murray Rothbard que fue una de las principales influencias de Konkin. Rothbard dice que 
la afirmación que se encuentra en el manifiesto sobre que el trabajo asalariado no es deseable, o que desaparecería, es algo absurdo, observando en particular que la economía de la fabricación industrial no se puede manejar por cuenta propia o contratistas independientes, debido a los costos de transacción. Rothbard también señala que el trabajo asalariado hizo innecesario que los trabajadores pobres tuvieran que comprar sus propios bienes de capital, lo que podía dejarse en manos de los accionistas. Rothbard también considera improbable que el mercado negro pudiera salir y competir con el mercado blanco en la provisión de bienes tales como automóviles, acero, y cemento que son menos valiosos y más difíciles de ocultar que las joyas, oro, drogas, etc. Rothbard vio el mercado negro como, en todo caso, ineficaz para derribar regímenes tiránicos y tal vez incluso útiles en apuntalar lo contrario, sistemas económicamente inviables, tales como la Unión Soviética. Sin embargo, Rothbard ofreció algunos elogios, diciendo "Los escritos de Konkin son de agradecer. Porque necesitamos mucho más policentrismo en el movimiento. Porque sacude a los partiarquistas que tienden a caer en la autocomplacencia irreflexiva. Y, sobre todo, porque él se preocupa profundamente por la libertad y puede leer-escribir, cualidades que parecen salir de estilo en el movimiento libertario." Konkin escribió una réplica a la crítica de Rothbard.
El libertario Robert LeFevre saludó el trabajo "por su posición de respetar la coherencia, el objetivo y el método" y afirmó que "tendrá y merece tener una fuerte influencia sobre los miembros de la 'vieja' izquierda".